# EX-370

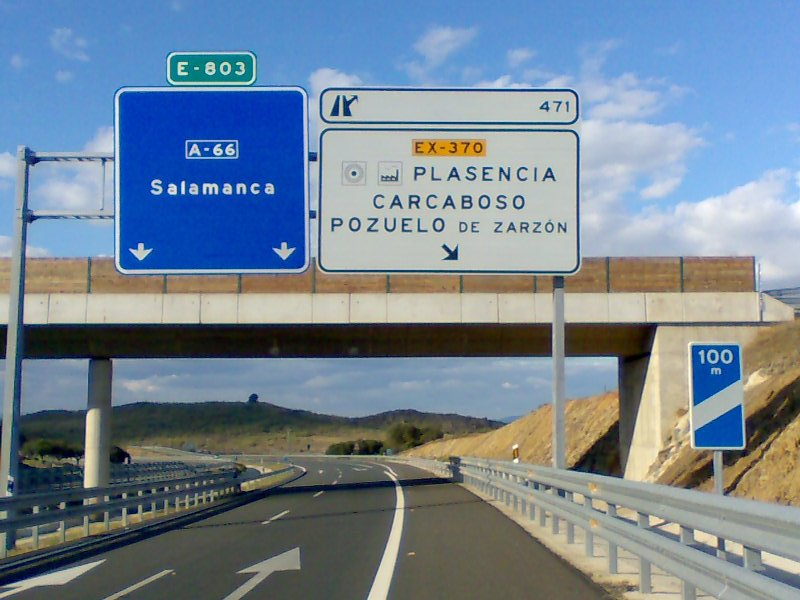
Cartel de salida a la EX-370 por la A-66.

La EX-370 es una carretera de titularidad de la Junta de Extremadura. Su categoría es local. La denominación oficial es EX-370, de Plasencia a Pozuelo de Zarzón.

## Historia de la carretera
Es la antigua CC-204, cuya nomenclatura cambió a   EX-370  al redefinirse la Red de Carreteras de Extremadura en 1997.

## Inicio
Tiene su origen en la localidad de Plasencia y más concretamente en la rotonda de la Avenida de España, en el barrio de San Miguel.

## Final
El final está en Pozuelo de Zarzón en la rotonda de la carretera que une este pueblo con Villanueva de la Sierra.

## Trazado, localidades y carreteras enlazadas
La carretera pasa por los siguientes pueblos y municipios:
- Plasencia
- Carcaboso
- Término municipal de Valdeobispo
- Montehermoso
- Límite municipal entre Pozuelo de Zarzón y Guijo de Galisteo
- Pozuelo de Zarzón

A lo largo de su trazado, se encuentran los siguientes lugares y cruces con otras carreteras:
- Entre los km 0 y 9: término municipal de Plasencia.
- Entre los km 10 y 14: término municipal de Carcaboso.
- Entre los km 15 y 20: término municipal de Valdeobispo.
- Entre los km 20 y 30: término municipal de Montehermoso.
- Entre los km 30 y 31: límite municipal entre Guijo de Galisteo y Pozuelo de Zarzón.
- Entre los km 31 y 35: término municipal de Pozuelo de Zarzón.

- Km 0: Plasencia.
- Entre los km 9 y 10: cruce con la Vía de la Plata, que marca el límite municipal entre Plasencia y Carcaboso y al Sur es la carretera de San Gil y Pradochano.
- Entre los km 11 y 12: cruce con la carretera de Aldehuela del Jerte, cruce con el río Jerte y paso por Carcaboso, donde se cruza con la carretera de Valdeobispo.
- Entre los km 13 y 14: salida a Valderrosas.
- Km 16: cruce con la Cañada Real Soriana Occidental, que al norte lleva a Valdeobispo.
- Km 20: paso sobre el río Alagón
- Km 22: salida a la carretera de la Ermita de la Virgen de Valdefuentes y Alagón del Río.
- Km 25 a 28: Montehermoso y salidas a las carreteras de Morcillo y Aceituna. Cuenta con carriles adicionales en gran parte de su paso por el pueblo.
- Entre los km 28 y 29: salida a la carretera de Guijo de Galisteo.
- Km 31 a 35: recta de Pozuelo.
- Km 35: Pozuelo de Zarzón.